# Gymnasium Luisenstift
Das Gymnasium Luisenstift ist ein Gymnasium in Radebeul-Niederlößnitz (Straße der Jugend 3) im deutschen Bundesland Sachsen, mit einem mathematisch-naturwissenschaftlichen, einem gesellschaftswissenschaftlichen und einem sprachlichen Zweig. Das historische Haupthaus wird auch als Luisenhaus bezeichnet.

## Geschichte
Das Luisenstift wurde von Louise Henriette von Mangoldt (1823–1865) am 12. Oktober 1857 in Tharandt als eine „Anstalt für Töchter höherer Stände“ in Form einer Sammelschule mit verbundenem Pensionat gegründet. Die Ausbildung für die Mädchen der gebildeten Stände bestand hauptsächlich aus Hausarbeitslehre, Singen sowie Turnen und vermittelte daneben auch christliche Wertvorstellungen. 1864 wurden 50 Schülerinnen unterrichtet.
Nach Mangoldts Tod wegen einer Maserninfektion ging die Schule, wie 10 Tage vorher von ihr testamentarisch bestimmt, an die Diakonissenanstalt Dresden, die die Schule zu Ehren ihrer verstorbenen Gründerin an deren nächstem Geburtstag, dem 28. November 1865, in Louisenstift umbenannte. Als Nachfolgerin in der Leitung des Stifts hatte Mangoldt die Gräfin Julie von Vitzthum bestimmt. Bald darauf wurde die Schule zu klein. Da die Diakonissenanstalt mit dem Krankenhaus bereits eine Tochteranstalt in Niederlößnitz besaß, wurden dort das Fuchs’sche Weinbergsgrundstück sowie die angrenzenden Thalheimischen und Justischen Besitzungen für einen Schulneubau erworben.

Blick von Norden auf Luisenstift und nördliche Zillerstraße (1900)

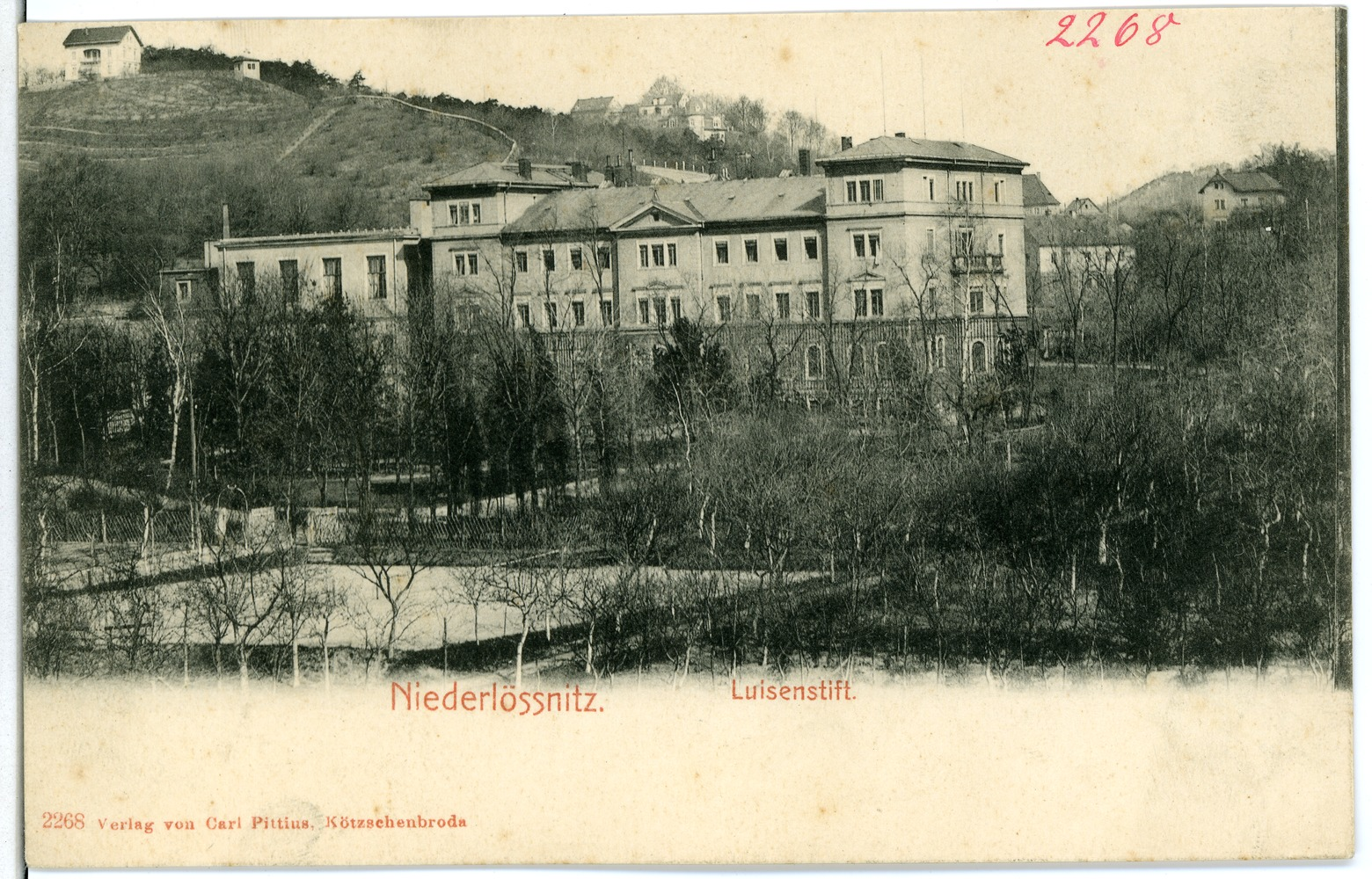
Luisenstift (1900)

Am 28. November 1868 erfolgte die Grundsteinlegung für den im Frühjahr 1869 durch die Gebrüder Ziller am neuen Standort in Niederlößnitz begonnenen Neubau. Ostern 1870 nahm man in den neuen Gebäuden den Schulbetrieb für die „höheren Töchter“ auf, während die „höheren Söhne“ von Niederlößnitz noch viele Jahre nach Dresden oder Meißen fahren mussten, bis 1884 Direktor Hoffmann im heutigen Vereinshaus (Dr.-Külz-Straße 4) sein privates Lehr- und Erziehungsinstitut für Knaben von 6 bis 15 Jahren eröffnete, das Hoffmannsche Knabeninstitut, ein Progymnasium mit Pensionat. 1872 kam ein Wohn- und Internatsgebäude zum Luisenstift hinzu (heute Kleines Haus) und 1875 die Kleinkinderschule. Ab 1876 wurde der Unterricht durch staatlich geprüfte Lehrer gegeben. 1906 wurde die Schule zu einer Höheren Töchterschule mit zehn Klassen ausgebaut.
Als Stiftsverweser übernahm Julies Bruder Ernst Bernhard Graf Vitzthum von Eckstädt, Vater des Kunsthistorikers Georg Vitzthum von Eckstädt, die Verwaltung des Luisenstifts, die er umfassend reformierte, dass sie sich „auch in den Kriegs- und Inflationszeiten zum Anfang des 20. Jahrhunderts in vollem Umfang bewährte“.
Ab 1924 konnten Schülerinnen das Abitur ablegen, die Prüfung erfolgte am Dresdner Lehrerinnenseminar, ab 1932 dann direkt an der Luisenschule.
Während der Zeit des Nationalsozialismus wurden die religiösen Einflüsse verdrängt, und nationalsozialistisches Gedankengut gelangte an ihre Stelle. 1940 wurden die Diakonissen enteignet, und die Schule ging mit dem offiziellen Namen Oberschule für Mädchen in das Eigentum der Stadt über. Ab 1945 nahmen auch die Schüler der Oberschule für Jungen am Unterricht in der Luisenstiftschule – das war der gebräuchliche Name – teil. Ab 1992 erfolgte die Reduzierung auf das achtjährige Gymnasium.
Für eine Erneuerung des historischen Gebäudebestands sowie die Erweiterung durch einen Neubau wurde 2016 ein Architekturwettbewerb durchgeführt.

### Weinberghaus
Für ca. 6 Millionen Euro wurde in der Zeit von 2007 bis Anfang 2009 der bestehende DDR-Schulbau vom Typ Dresden Atrium der ehemaligen Weinbergschule, seit 1992 als Weinberghaus Teil des Gymnasiums Luisenstift, umgebaut und im Winkel nach Norden ein neuer Baukörper ergänzt. Während des Umbaus wurde ein anderes Schulgebäude in Radebeul angemietet, wo ein Großteil der Schüler zwischenzeitlich untergebracht wurde. Der Neubau wurde 2011 mit dem Bauherrenpreis der Stadt Radebeul ausgezeichnet.

### Entwicklung des Namens
- ab 28. November 1865: Louisenstift
- ab 1940: Oberschule für Mädchen (nach Enteignung der Diakonie)
- ab 1945: Städtische Oberschule Radebeul (nach Zusammenlegung mit dem Realgymnasium)
- ab 1959: Erweiterte Oberschule Radebeul
- ab 3. Mai 1975: Erweiterte Oberschule „Juri Gagarin“
- ab 1992: Gymnasium Radebeul (nach Zusammenlegung mit der benachbarten Polytechnischen Oberschule „Georg Weig“)
- seit 10. Juni 1994: Gymnasium Luisenstift

## Beschreibung der Kulturdenkmale
Der historische Schulbau und die alte Turnhalle stehen unter Denkmalschutz.

### Schulgebäude

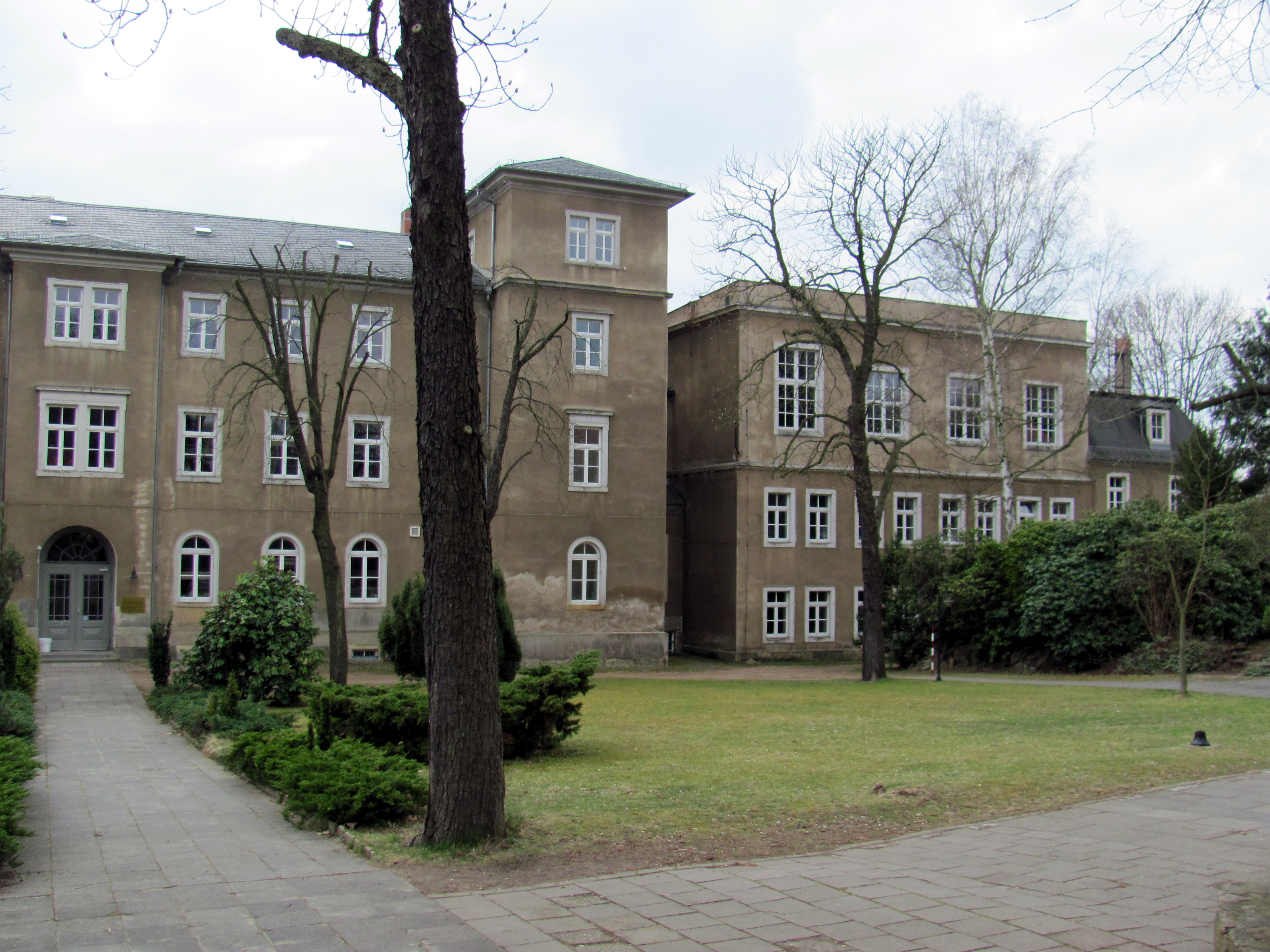
Nordseite mit ursprünglicher Turnhalle und angebautem Gärtnerhaus (rechts)

Das auch als Luisenhaus bezeichnete Schulgebäude ist ein langgestreckter Putzbau mit Schieferdach, der quer zur nördlich davon gelegenen Straße der Jugend steht. Nach Norden zur Straße hin wirkt er dreistöckig, nach Süden zum baumbestandenen Schulhof, dem ehemaligen Schulgarten, steht der Bau auf einem höheren Souterrain. Der langgestreckte, symmetrische Mittelbau weist an den Enden schmale, viergeschossige Querflügel mit Walmdach auf.
Die Ostseite des Gebäudes weist einen zweigeschossigen polygonalen Vorbau für die ehemalige Diakonissenkapelle auf. In der Nordseite zur Straße hin befindet sich ein Mittelrisalit mit Zwillingsfenstern, in dem sich der rundbogige Schuleingang befindet. Auf der Südseite steht ebenfalls ein Mittelrisalit, jedoch mit Drillingsfenstern sowie bekrönt durch einen spätklassizistischen Dreiecksgiebel. Der dortige Eingang liegt oberhalb einer breiten Freitreppe.
Auf der westlichen Schmalseite schließt sich die zweigeschossige ehemalige Turnhalle mit dem Anbau des Gärtnerhauses an, die beide ebenfalls zu Schulräumen umgebaut sind.

### Turnhalle

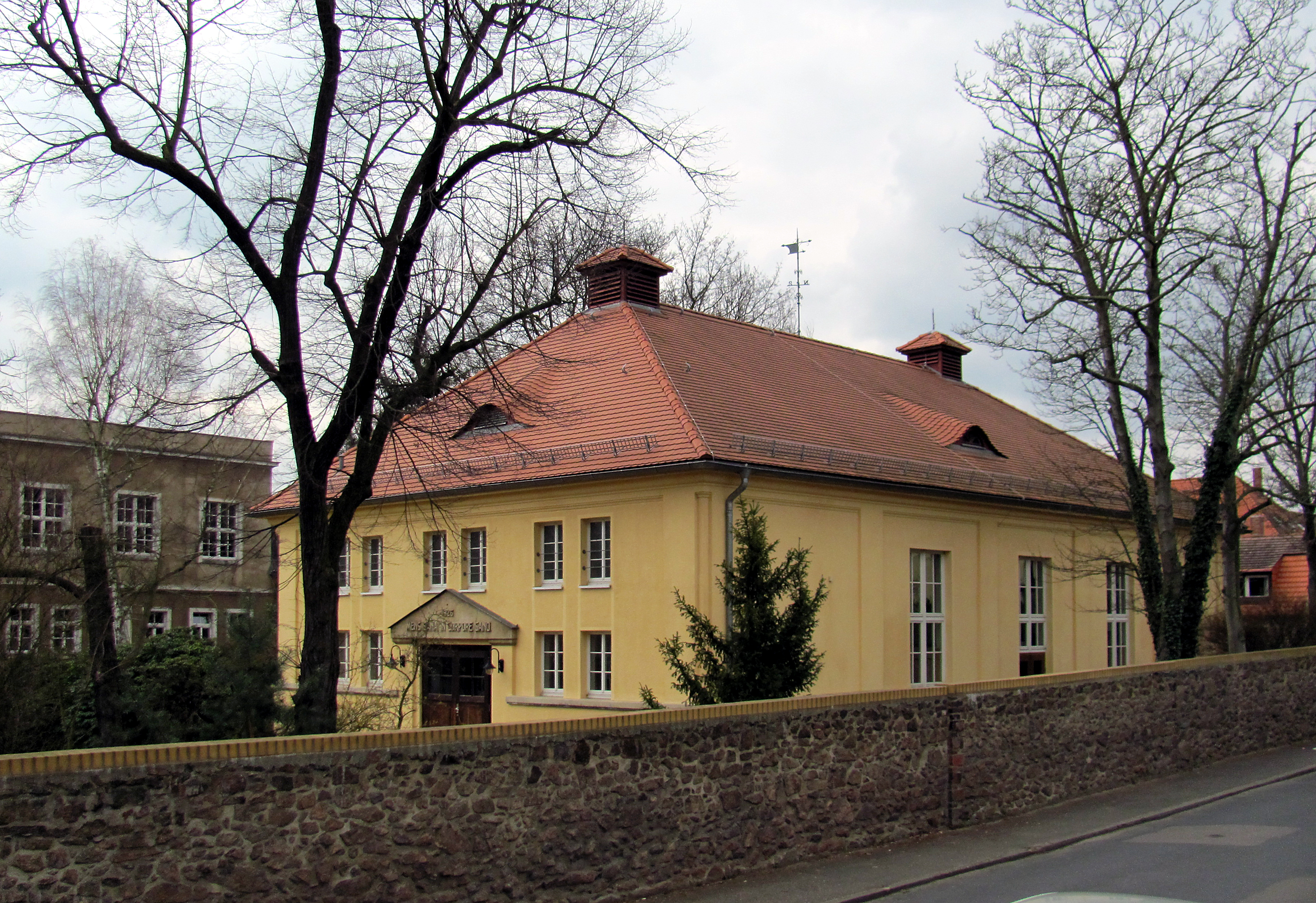
Die historische Turnhalle des Luisenstifts

Die Turnhalle steht direkt an der Straße, in der Achse vor dem Nebenbau des Schulgebäudes, sodass der Blick von der Straße durch die vorgelagerte Grünfläche auf die Schule frei bleibt.
Der auf der Eingangsseite im Osten zweigeschossig aussehende, sechsachsige Putzbau steht auf einem hohen Sockel. Die beiden mittleren Achsen weisen im Erdgeschoss ein Eingangsportal auf, das durch einen sandsteinernen Dreiecksgiebel mit der hervorstehenden Inschrift MENS SANA IN CORPORE SANO sowie darüber der Datierung auf 1926 bekrönt wird. Auf der westlichen Rückseite schließt sich ein eingeschossiger Geräteanbau an.
Obenauf sitzt ein ziegelgedecktes Walmdach. Auf den Anfallspunkten nach innen, wo also First und Dachgrate zusammentreffen, stehen zwei kubische Dachlaternen mit Zeltdach zur Belüftung. Mittig auf dem First steht ein verzierter Blitzableiterstab mit Windrose. Jeweils in der Mitte der Dachflächen befindet sich je eine Fledermausgaube.
Die Fassaden werden durch Lisenen und ein Hauptgesims gegliedert.

## Sprachenangebot
- Englisch

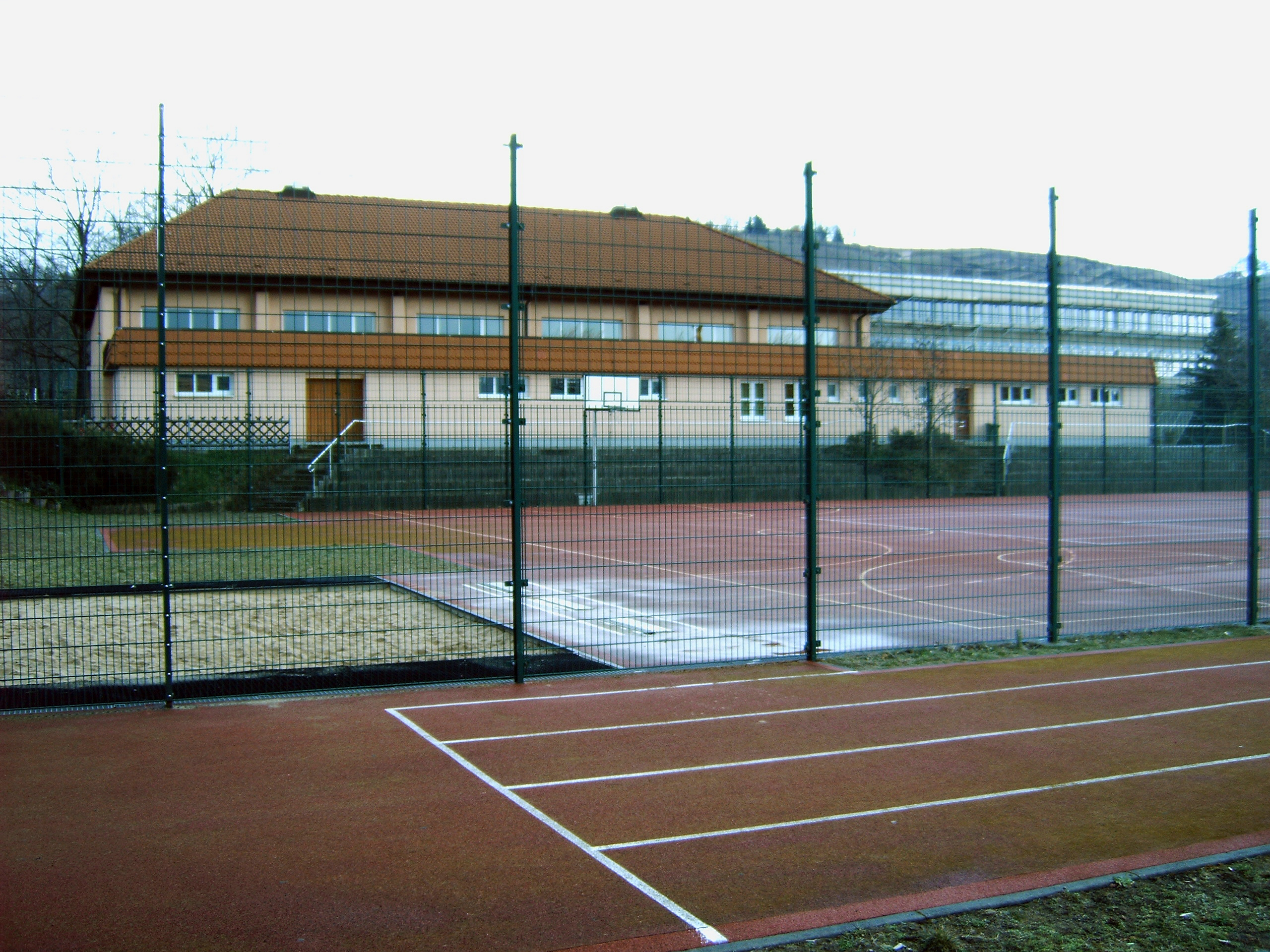
Die neue Sporthalle des Luisenstifts, südlich des Hauptgebäudes. Im Hintergrund der Plattenbau des Weinberghauses. Blick auf die Weinberge.

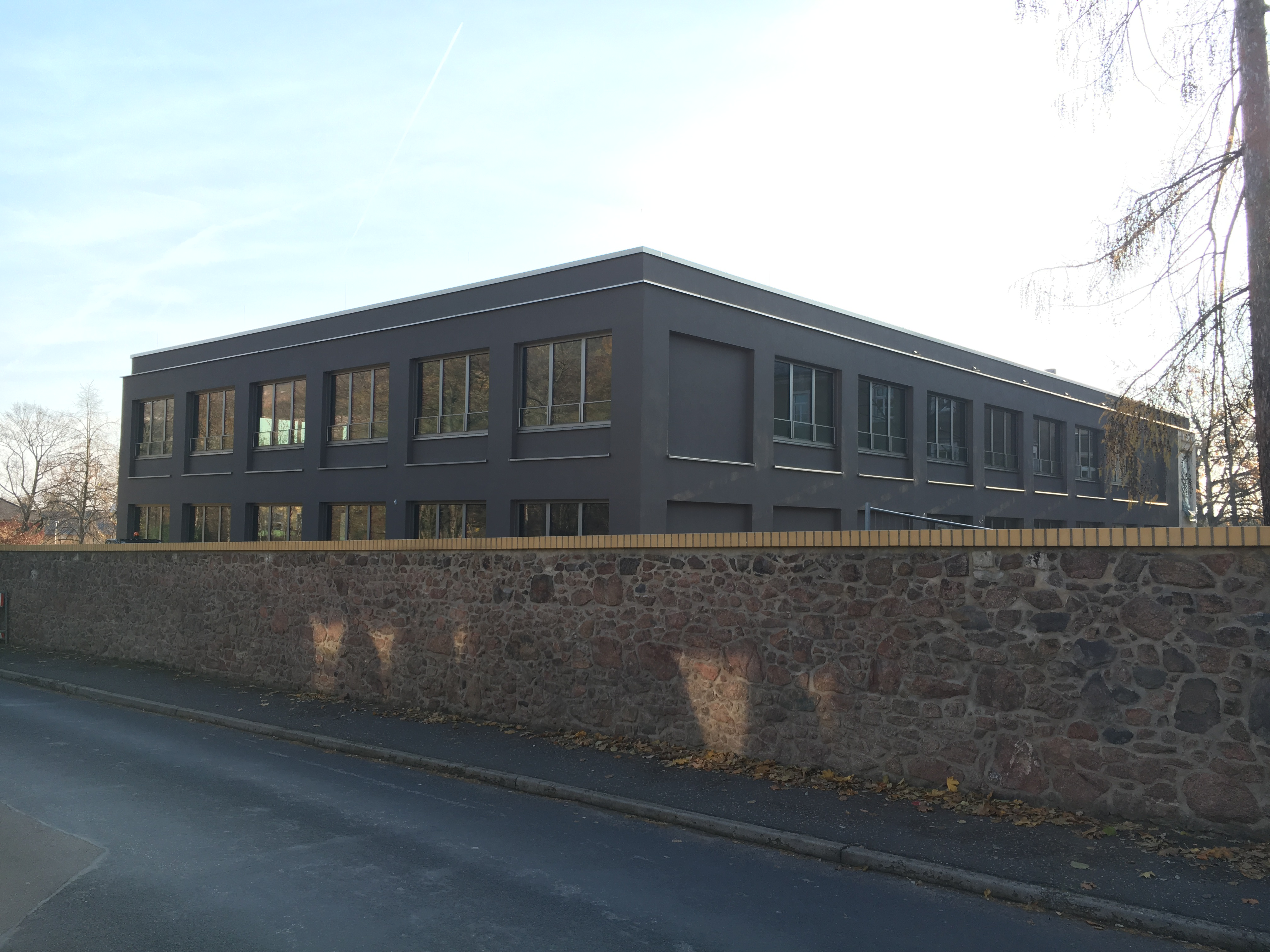
Der Neubau links des Zugangs zum Altbau

- Französisch (Möglichkeit zum Ablegen einer DELF-Prüfung in der Sekundarstufe II)
- Russisch
- Latein (Möglichkeit zum Erwerb des Latinums)
- im sprachlichen Profil: Spanisch

## Projekte
Bereits dreimal nahm das Luisenstift an der Ecopolicyade als Vertreter Sachsens nach einer gewonnenen Landesausscheidung teil. 2011 erreichten die Schüler einen geteilten Dritten Platz, im Jahr 2012 war es ein ungeteilter Dritter Platz.
Zweimal nahm die Schule am internationalen Schülerwettbewerb Join Multimedia teil. Bereits zehnmal haben Schüler Arbeiten bei Jugend forscht eingereicht und dabei Erfolg auf Landesebene gehabt. So entstanden beispielsweise ein vollautomatischer Überwachungsroboter, ein Modell eines Volladdierers und das Funktionsmodell einer Pumpenanlage. Darüber hinaus gibt es noch weitere Projekte:
- Naturwissenschaftliches Projekt (Klasse 9)[7]
- Schule im Grünen (Einführung der 5. Klassen in den Orientierungslauf)
- Baumprojekt
- Antikeprojekt

Außerdem wird ein Schüleraustausch mit der Schweiz, Russland und Frankreich gepflegt.
Jährlich nimmt eine Gymnasiumsmannschaft am Sächsischen Mt. Everest Treppenmarathon auf der Spitzhaustreppe in der Kategorie Touristen (75 bis 100 Teilnehmer, jeweils fünf Mannschaften) teil. Im Dauerwettstreit gegen die Mannschaft des Lößnitzgymnasiums liegt das Luisenstift mit einem Gesamtergebnis von zwei Ersten Plätzen und sieben Zweiten/Dritten Plätzen auf dem Zweiten Rang (Stand 2016).

## Förderverein
Gegründet am 3. Januar 1991 widmete sich der Verein zunächst der Aufarbeitung der Geschichte des Gymnasiums. Des Weiteren förderte er unzählige kleine Projekte, wie zum Beispiel die Anschaffung eines elektronischen Klaviers und das Aufstellen einer neuen Sitzgelegenheit. Jährlich stiftet der Verein ein Abiturientengeschenk.

## Lehrer und Schüler
- Louise Henriette von Mangoldt (1823–1865), Schulgründerin und Namensgeberin
- Daniela von Bülow (1860–1940), Schülerin (1875–1877), Tochter von Hans und Cosima von Bülow, Stieftochter von Richard Wagner[8]
- Blandine von Bülow (1863–1941), Schülerin (1875–1876), Tochter von Hans und Cosima von Bülow, Stieftochter von Richard Wagner[8]
- Helene Glaue (1876–1967), deutsche Pädagogin und Sozialpolitikerin (DDP), Tochter von Paul Bulß
- Frances Magnus (1882–1969), Schülerin, Politikerin und MdR, Autorin und Herausgeberin
- Friedrich A. Bäßler (1884–1956), Schuldirektor und Lehrer, Botaniker und Ornithologe
- Thea von Harbou (1888–1954), Schülerin, Theater-Schauspielerin, Drehbuchautorin und Schriftstellerin, Regisseurin
- Eva Justin (1909–1966), Schülerin, Forscherin zur NS-Rassentheorie
- Verena Wagner (1920–2019), Schülerin (1936–1937), Tochter von Siegfried und Winifred Wagner, Enkelin von Richard Wagner[8]
- Wolfgang Mischnick (1921–2002), Schüler, Politiker, Minister, Fraktionsvorsitzender
- Ursula Müller (1926–2019), Schülerin (1937–1946), Journalistin
- Sebastian Hennig (* 1972), Schüler, Maler, Kunstkritiker und Publizist
- Jan Mücke (* 1973), Schüler, Politiker, Staatssekretär, Fraktionsgeschäftsführer
- Erik Oese (* 1987), Lehrer, Vizeweltmeister und Europameister der Voltigierer
- Johann Carl Beurich (* 1993), Schüler, Mathematiker und YouTuber